# Station Lede
Station Lede is een spoorwegstation in de Belgische gemeente Lede (provincie Oost-Vlaanderen) op spoorlijn 50 (Brussel - Gent).
Op 1852 verwierven J.A. De Mot en J.B. Gendebien een concessie op de aanleg van een spoorlijn van Brussel naar Aat via Denderleeuw. In Denderleeuw zou de spoorlijn dan nog eens vertakken naar Schellebelle en Dendermonde toe (via Aalst). De door hen opgerichte firma kreeg de naam Société anonyme du chemin de fer de Dendre-et-Waes et de Bruxelles vers Gand, par Alost mee. De Staat zou de lijn uitbaten. De stations op de lijn werden allen ontworpen door de beroemde architect Jean-Pierre Cluysenaar. Hij verdeelde zijn stations in drie types: de eenvoudige haltes, de stations de campagne (plattelandsstations) en stations de ville (stadsstations). Op 1 mei 1856 werd te Lede een stationsgebouw van het type station de campagne opgericht. De stijlstroming was Vlaamse neorenaissance. In tegenstelling tot de andere stations op de lijn was het stationsgebouw te Lede symmetrisch van opbouw: het bestond uit één hoog middendeel geflankeerd door twee lagere zijvleugels.
Het huidige stationsgebouw dateert uit de jaren 70 van de 20e eeuw. Het is ontworpen door Juliaan Moens. Net als vele andere stations gebouwd in die periode is het een sobere onopvallende constructie waar de functie van het gebouw zo veel mogelijk weggestoken wordt: het is een station, maar het had net zo goed een school of bibliotheek kunnen zijn. Het bestaat uit één bouwlaag met plat dak waar loket en dienstlokalen in ondergebracht zijn. Een typisch gegeven uit zijn tijd is de grote kale wachtzaal met oranje stoelen. Via perron 1 kan men aan de achterzijde van het gebouwtje de toiletten bereiken, ze zijn gratis en proper. Te Erembodegem is van dezelfde architect een soortgelijk stationsgebouw terug te vinden.
Lede beschikt over twee perrons die door een tunnel met elkaar in verbinding staan. De tunnel is goed onderhouden en graffitivrij. Een minpunt zijn echter de trappen: rolstoelgebruikers ondervinden hierdoor de grootste moeite om perron 2 te bereiken. Omdat het station reeds over een grote wachtzaal beschikt zijn op perron 1 geen wacht- of schuilhuisjes te vinden. Perron 2 heeft die wel, al zijn het oude exemplaren in relatief slechte staat. De afgelopen jaren werden de oude schuilhuisjes afgebroken en werden de perrons vernieuwd en opgehoogd. Sindsdien is het station integraal toegankelijk voor personen met een beperking.
In 2021 werden de loketten gesloten. Sindsdien huisvest het stationsgebouw een fietswinkel en -atelier.
Naast het station zijn op twee plaatsen gratis overdekte, maar onbewaakte fietsstallingen te vinden. Tevens bevindt er zich een gratis pendelaarsparking en is er voor het stationsgebouw een bushalte van De Lijn. Hier stoppen lijnen 59 (Aalst - Lede - Oordegem - Wetteren) en 591 (Aalst - Lede - Serskamp - Wetteren) alsook de flexbus.

## Galerij

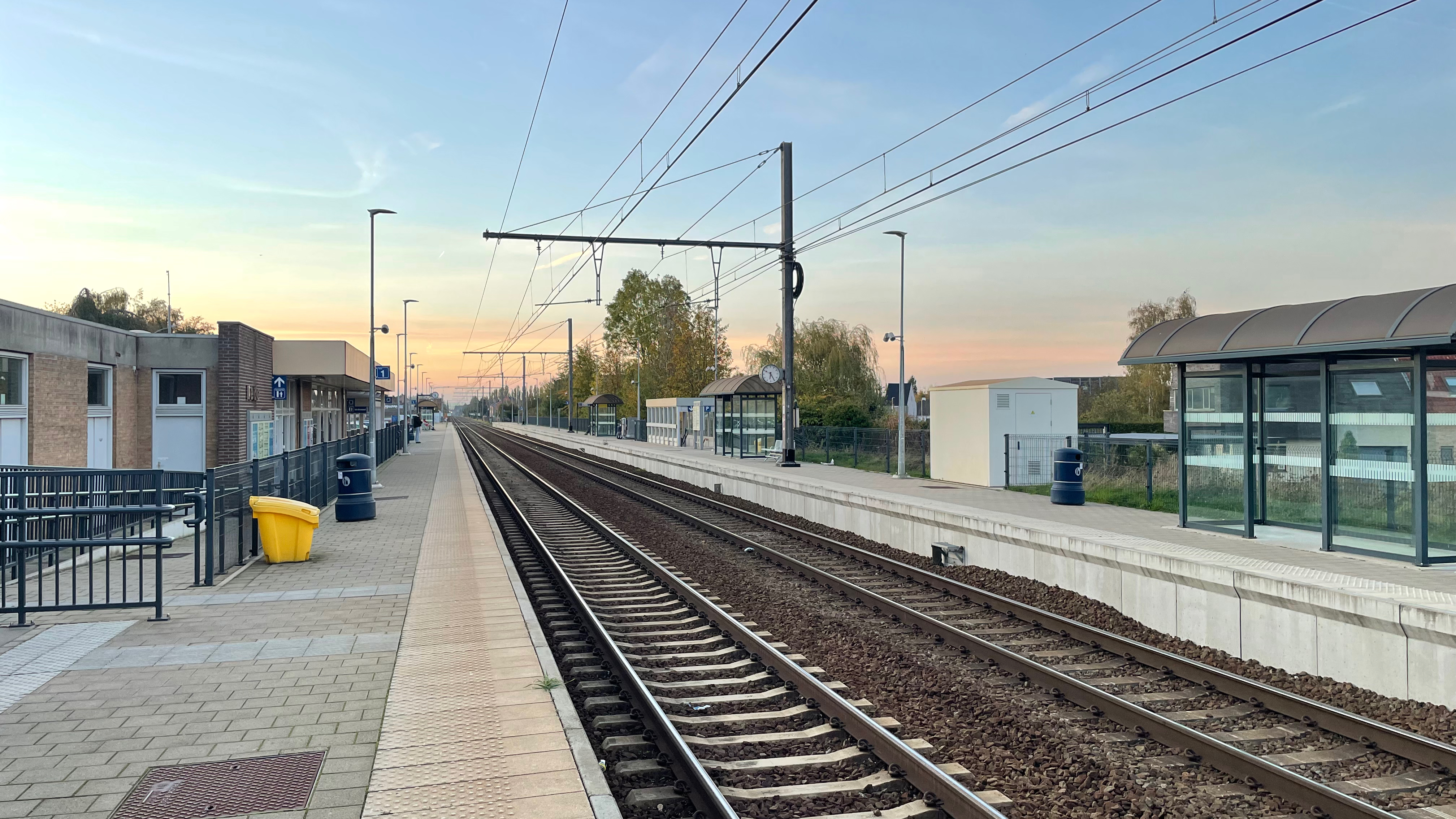
Zicht op het perron
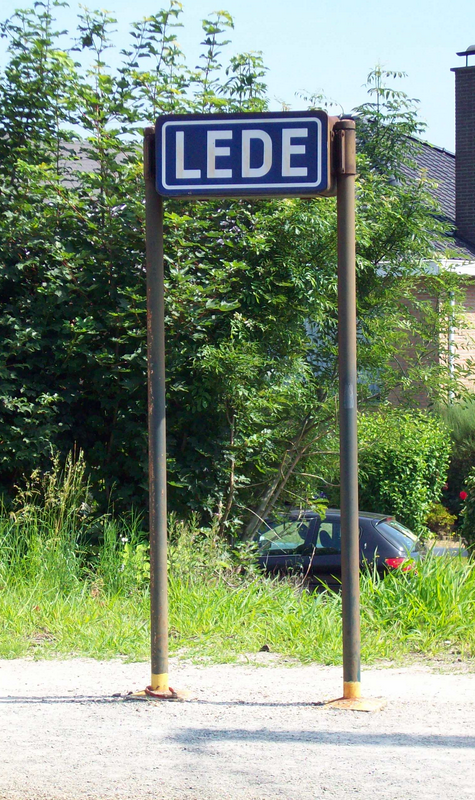
Naambord station Lede
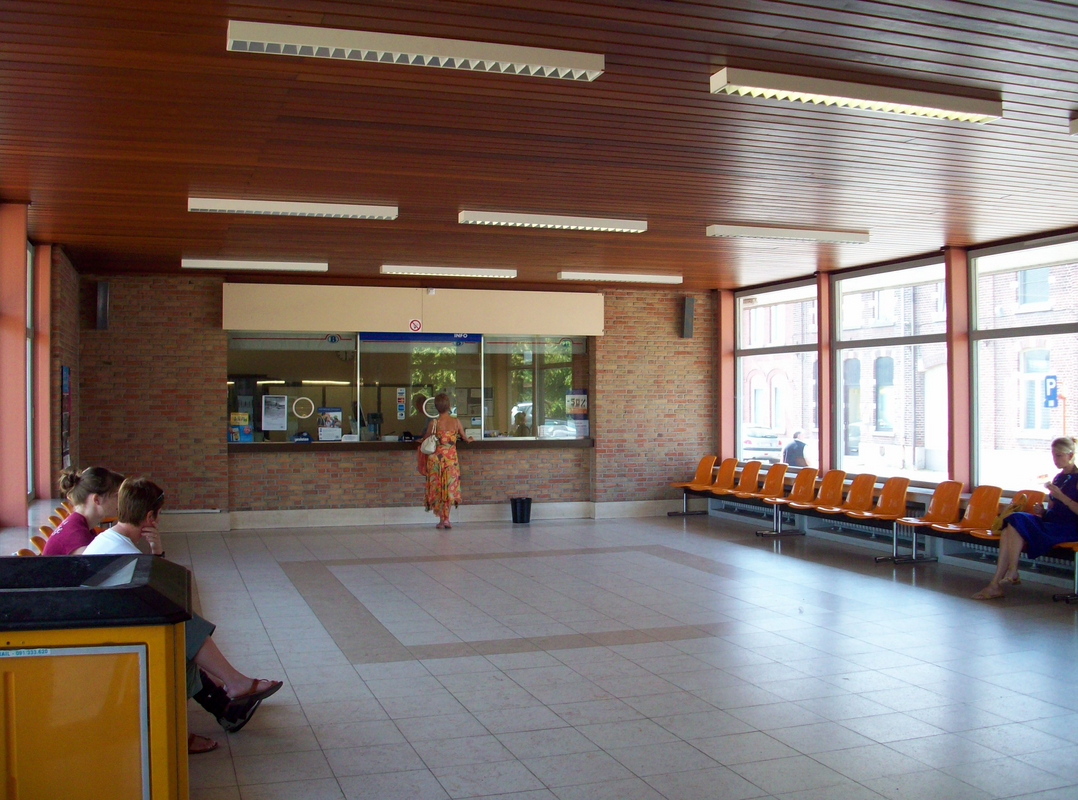
Wachtzaal en lokethal
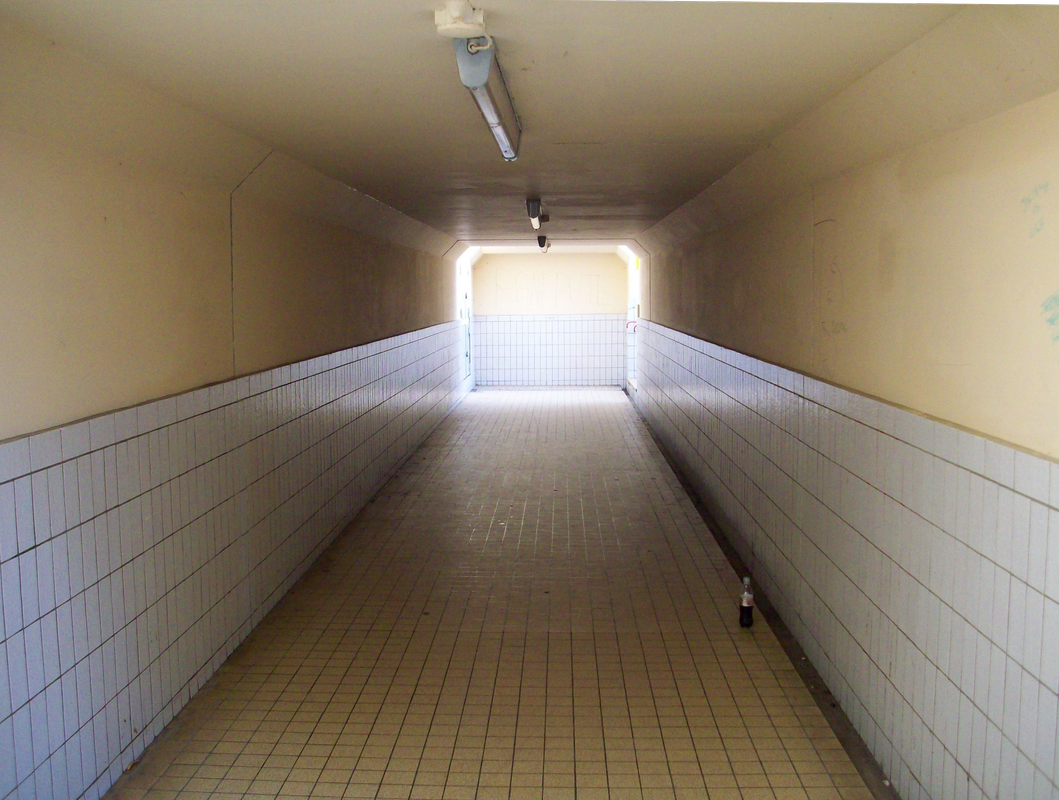
Verbindingstunnel onder de sporen
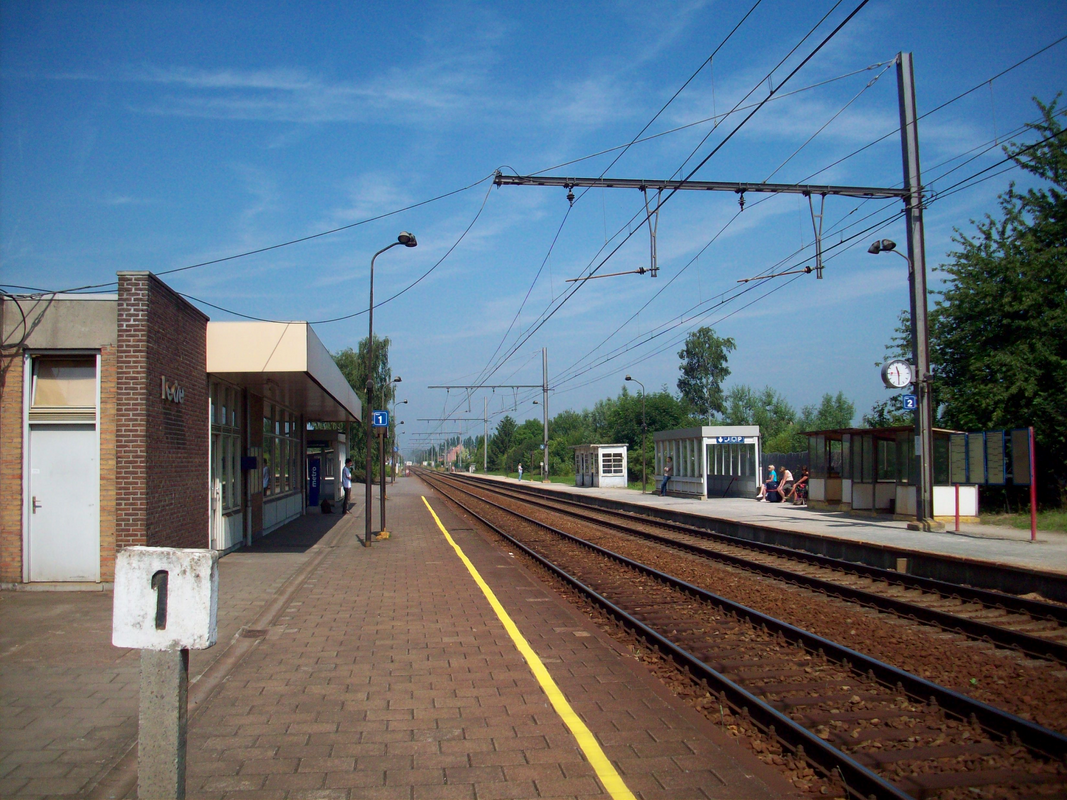
Zicht op het perron
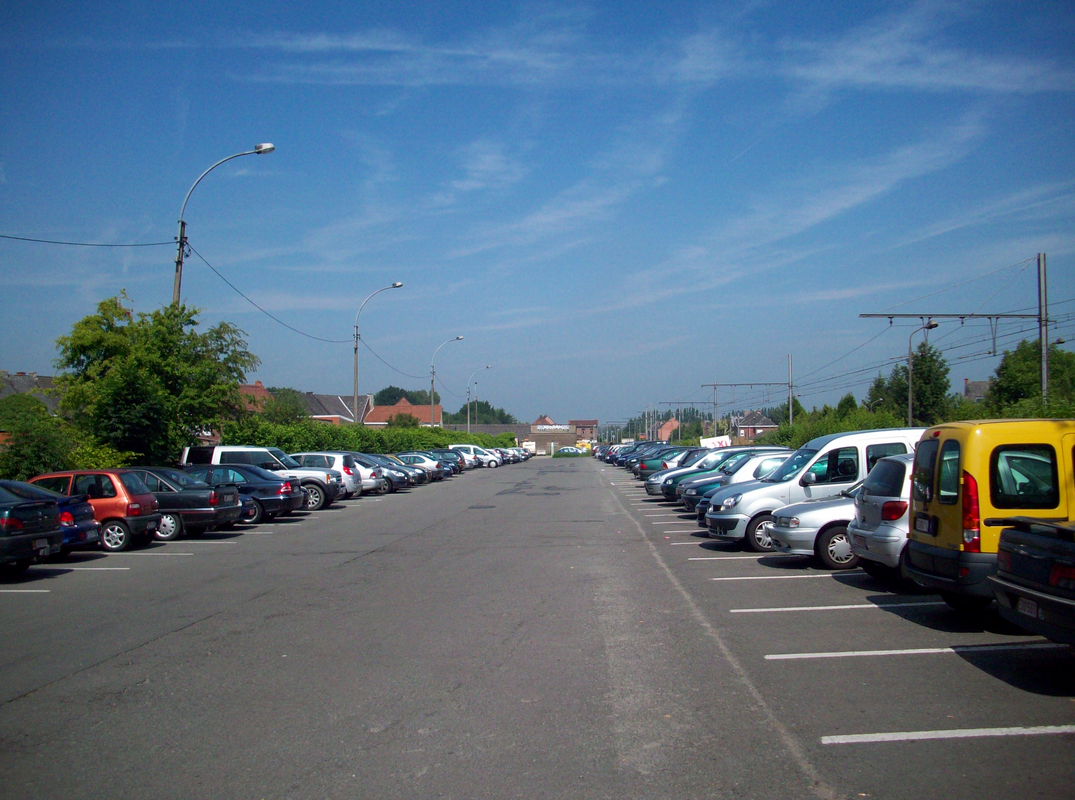
Pendelaarsparking
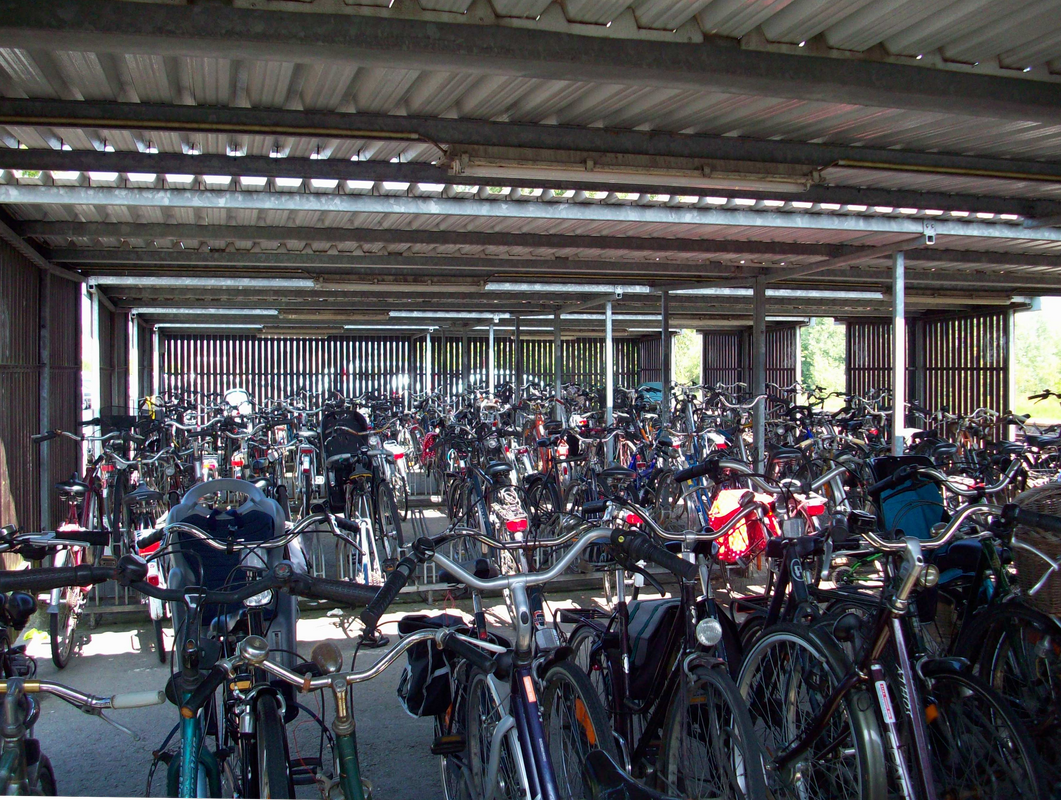
Fietsenstalling
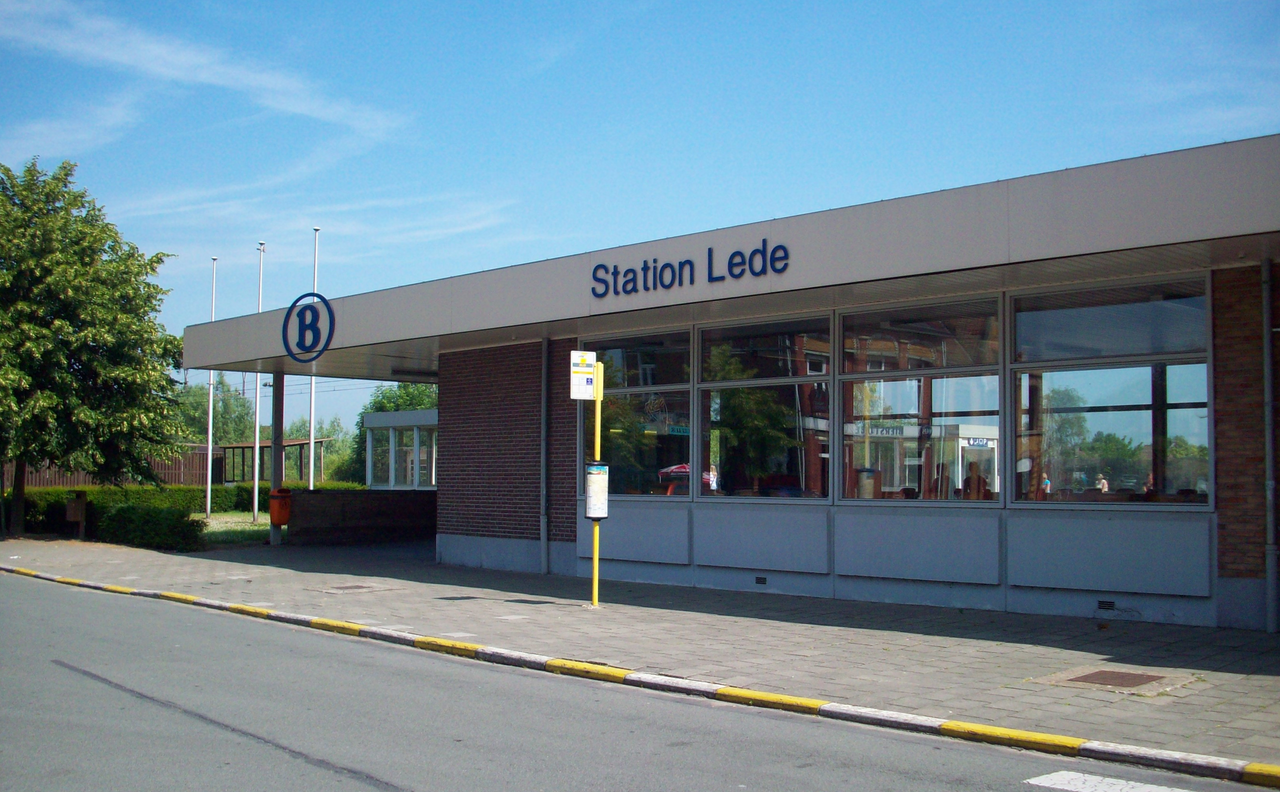
Het station in 2009

## Treindienst
| Serie       | Treinsoort          | Route | Bijzonderheden                                           |
| ----------- | ------------------- | --- | -------------------------------------------------------- |
| IC 20       | Intercity (NMBS)    | Gent-Sint-Pieters – Lede – Aalst – Brussel-Zuid – [ Hasselt – Tongeren ] / [ Dendermonde – Lokeren ]         | Rijdt in het weekend Gent-Sint-Pieters - Lokeren.        |
| IC 29       | Intercity (NMBS)    | [ De Panne – ] Gent-Sint-Pieters – Lede – Aalst – Brussel-Zuid – Brussels Airport-Zaventem – Leuven – Landen | Rijdt in het weekend De Panne - Brussel-Noord.           |
| P 7010/8010 | Piekuurtrein (NMBS) | [ Gent-Sint-Pieters – ] / [ Sint-Niklaas – Gent-Dampoort – ] Lede – Brussel-Zuid – Schaarbeek                | Rijdt alleen op werkdagen. Een trein vanaf Sint-Niklaas. |
| P 7970/8970 | Piekuurtrein (NMBS) | Geraardsbergen – Denderleeuw – Lede – Gent-Sint-Pieters                                                      | Rijdt alleen op werkdagen.                               |

## Reizigerstellingen
De grafiek en tabel geven het gemiddeld aantal instappende reizigers weer op een weekdag, zaterdag en zondag.
| Tabel: aantal instappende reizigers station Lede | Tabel: aantal instappende reizigers station Lede | Tabel: aantal instappende reizigers station Lede | Tabel: aantal instappende reizigers station Lede |
|                                                  | Weekdag                                          | Zaterdag                                         | Zondag                                           |
| ------------------------------------------------ | ------------------------------------------------ | ------------------------------------------------ | ------------------------------------------------ |
| 1977                                             | 1 934                                            | 427                                              | 385                                              |
| 1978                                             | 1 737                                            | 448                                              | 382                                              |
| 1979                                             | 1 762                                            | 402                                              | 281                                              |
| 1980                                             | 1 684                                            | 333                                              | 300                                              |
| 1981                                             | 1 896                                            | 391                                              | 320                                              |
| 1982                                             | 1 778                                            | 464                                              | 312                                              |
| 1983                                             | 1 512                                            | 314                                              | 213                                              |
| 1984                                             | 1 714                                            | 255                                              | 181                                              |
| 1985                                             | 1 728                                            | 286                                              | 230                                              |
| 1986                                             | 1 577                                            | 264                                              | 177                                              |
| 1987                                             | 1 448                                            | 281                                              | 189                                              |
| 1988                                             | 1 570                                            | 275                                              | 185                                              |
| 1989                                             | 1 693                                            | 309                                              | 191                                              |
| 1990                                             | 1 681                                            | 248                                              | 188                                              |
| 1991                                             | 1 699                                            | 263                                              | 193                                              |
| 1992                                             | 1 689                                            | 282                                              | 176                                              |
| 1993                                             | 1 519                                            | 292                                              | 194                                              |
| 1994                                             | 1 647                                            | 289                                              | 170                                              |
| 1995                                             | 1 602                                            | 252                                              | 162                                              |
| 1996                                             | 1 776                                            | 352                                              | 159                                              |
| 1997                                             | 1 776                                            | 285                                              | 155                                              |
| 1998                                             | 1 604                                            | 359                                              | 212                                              |
| 1999                                             | 1 464                                            | 356                                              | 220                                              |
| 2000                                             | 1 506                                            | 391                                              | 290                                              |
| 2001                                             | 1 692                                            | 458                                              | 269                                              |
| 2002                                             | 1 569                                            | 418                                              | 258                                              |
| 2003                                             | 1 639                                            | 378                                              | 272                                              |
| 2004                                             | 1 516                                            | 356                                              | 290                                              |
| 2005                                             | 1 691                                            | 452                                              | 326                                              |
| 2006                                             | 1 469                                            | 466                                              | 325                                              |
| 2007                                             | 1 748                                            | 460                                              | 402                                              |
| 2008                                             | -                                                | -                                                | -                                                |
| 2009                                             | 1 813                                            | 424                                              | 312                                              |
| 2010                                             | -                                                | -                                                | -                                                |
| 2011                                             | -                                                | -                                                | -                                                |
| 2012                                             | 1 580                                            | 472                                              | 432                                              |
| 2013                                             | 1 535                                            | 441                                              | 391                                              |
| 2014                                             | 1 707                                            | 499                                              | 397                                              |
| 2015                                             | 1 547                                            | 267                                              | 194                                              |
| 2016                                             | 1 304                                            | 407                                              | 336                                              |
| 2017                                             | 1 449                                            | 426                                              | 369                                              |
| 2018                                             | 1 236                                            | 407                                              | 392                                              |
| 2019                                             | 1 435                                            | 445                                              | 404                                              |
| 2020                                             | 818                                              | 339                                              | 293                                              |
| 2021                                             | -                                                | -                                                | -                                                |
| 2022                                             | 1 150                                            | 406                                              | 392                                              |
| 2023                                             | 1 540                                            | 575                                              | 513                                              |
| 2024                                             | 1 433                                            | 509                                              | 432                                              |

0,0: Brussel-Noord ·
1,0: Koninklijk Station ·
2,4: Laken ·
3,2: Bockstael ·
4,1: Jette ·
7,6: Sint-Agatha-Berchem ·
8,9: Groot-Bijgaarden ·
11,0: Dilbeek ·
13,7: Sint-Martens-Bodegem ·
15,6: Ternat-Brusselsesteenweg ·
16,7: Ternat ·
20,3: Essene-Lombeek ·
21,9: Liedekerke ·
23,8: Denderleeuw ·
26,7: Erembodegem ·
29,7: Aalst ·
34,5: Lede ·
37,0: Serskamp ·
40,3: Schellebelle ·
43,1: Wetteren ·
46,9: Kwatrecht ·
49,5: Melle ·
52,6: Merelbeke ·
Ledeberg ·
55,6: Gent-Sint-Pieters